# Akihiro Ienaga
Akihiro Ienaga, född 13 juni 1986 i Kyoto prefektur, Japan, är en japansk fotbollsspelare.